# Americus (Indiana)
Americus est une census-designated place située dans le comté de Tippecanoe, dans l’État de l'Indiana, aux États-Unis. Lors du recensement de 2020, elle compte 431 habitants.